# Velikonoce
 Poslechnout si článek · info
Velikonoce (latinsky pascha, řecky πάσχα – pascha, hebrejsky פֶּסַח‎ pesach – přechod, přejití) jsou nejvýznamnějším křesťanským svátkem, oslavou zmrtvýchvstání Ježíše Krista. Vedle toho jsou Velikonoce obdobím lidových tradic spojených s vítáním jara, které s náboženským svátkem souvisejí jen volně.
V užším náboženském pojetí se Velikonocemi míní pouze slavnost Zmrtvýchvstání Páně neboli Vzkříšení Krista (Boží hod velikonoční), ke kterému mělo dojít třetího dne po jeho ukřižování, resp. vigilie na Bílou sobotu („velká noc“), v širším pojetí se jimi myslí Velikonoční triduum (přičemž období od Zeleného čtvrtka až do sobotní vigilie je vlastně součástí postní doby, tedy ne doby velikonoční, toto pojetí je tedy terminologicky ne zcela správné), v nejširším smyslu pak celá doba velikonoční, tedy padesátidenní období od neděle Zmrtvýchvstání do letnic. Kristovo ukřižování se událo kolem roku 30 či 33 v blízkosti významného židovského svátku pesach, který je památkou vysvobození Izraelitů Mojžíšem z egyptského otroctví. Tak jako Letnice jsou tedy původně (i podle latinského názvu) svátkem židovským a do roku 325 se slavily ve stejný den jako svátek židovský.
Velikonoce jsou pohyblivý svátek, datum se rok od roku mění, viz Výpočet data Velikonoc. V západní křesťanské tradici neděle Zmrtvýchvstání připadá na první neděli po prvním jarním úplňku po rovnodennosti, tedy na měsíc březen či duben.
Velikonoce kromě svého křesťanského obsahu zahrnují také lidové zvyky spojené s jarním novoročím, obnovou přírodních sil a zahájením zemědělských prací. Objevují se tak různé obyčeje a magické praktiky, které mají zajistit ochranu a plodnost. V českém prostředí je typické především obřadní umývání a polévání vodou. Etnolog Jiří Mačuda přisuzuje předkřesťanský původ například motivu velikonočního zajíčka, který má vycházet z faktu, že zajíc byl zasvěcen germánské bohyni jara Ostaře. Ze jména této bohyně má také vycházet anglické slovo Easter a německé Ostern, oboje ve významu „Velikonoce“. Z toho důvodu například britská novinářka Heather McDougall hovoří o Velikonocích jako o „pohanských svátcích“. Religionista Pavel Horák na druhou stranu považuje koncept „pohanských“ kořenů Velikonoc, případně dalších svátků, za produkt nekritické spekulace a upozorňuje na vágnost pojmu pohan. Taktéž poukazuje na fakt že nemáme zprávy o tom že by předkřesťanští Slované, Germáni a Keltové slavili jarní rovnodennost, spíše máme doklady o významu oslav počátku května a letního slunovratu. Katolický kněz David Vopřada pak sice uznává že některé lidové zvyky mají mimokřesťanský původ, ale to dle jeho názoru nemění nic na tom, že jsou Velikonoce svátkem křesťanským.

## Etymologie
Ve východomoravských a slezských nářečích se pro Velikonoce používá též dvouslovné pojmenování veliká noc či velká noc. Podobné názvy včetně označení velký den, kalk z řeckého μεγάλη ἡμέρα (megalē hēmerā), se vyskytují i v řadě dalších jazyků. Slovo „velký“ odráží význam svátku v křesťanství a slovo „noc“ odkazuje na velikonoční vigilie, noční liturgii, kterou začíná oslava nedělního Zmrtvýchvstání. Den dříve začínal západem slunce předchozího dne, a proto i oslava svátku začínala již předchozího večera; podobně se například Boží hod vánoční začíná slavit na Štědrý večer.
Někdy se i v češtině používá latinské Pascha, které přes řečtinu pochází z hebrejského pesach, názvu židovského svátku, na který Velikonoce navazují. Z tohoto slova je také odvozen název velikonoční svíce paškál.

## Datum Velikonoc
Datum Velikonoc se odvozuje od židovského svátku pesach, který se slavil dle lunisolárního židovského kalendáře 14. dne měsíce nisan, v den prvního jarního úplňku. Protože nejdůležitější velikonoční událostí je Ježíšovo zmrtvýchvstání, ke kterému mělo dojít v neděli, je datum velikonoc odvozeno od výpočtu první neděle po prvním jarním úplňku.

### Datum vzápadní církvi
Pravidla pro určení data Velikonoc stanovil roku 325 První nikajský koncil. Podle nich připadají velikonoční svátky na neděli následující po prvním jarním úplňku. Pokud první jarní úplněk připadne na neděli, slaví se Velikonoce až další neděli. Velikonoční neděle podle těchto pravidel může připadnout na den v rozmezí od 22. března do 25. dubna, tedy přibližně znamení Berana, které je ve zvěrokruhu již od Hipparcha.

## Křesťanský svátek

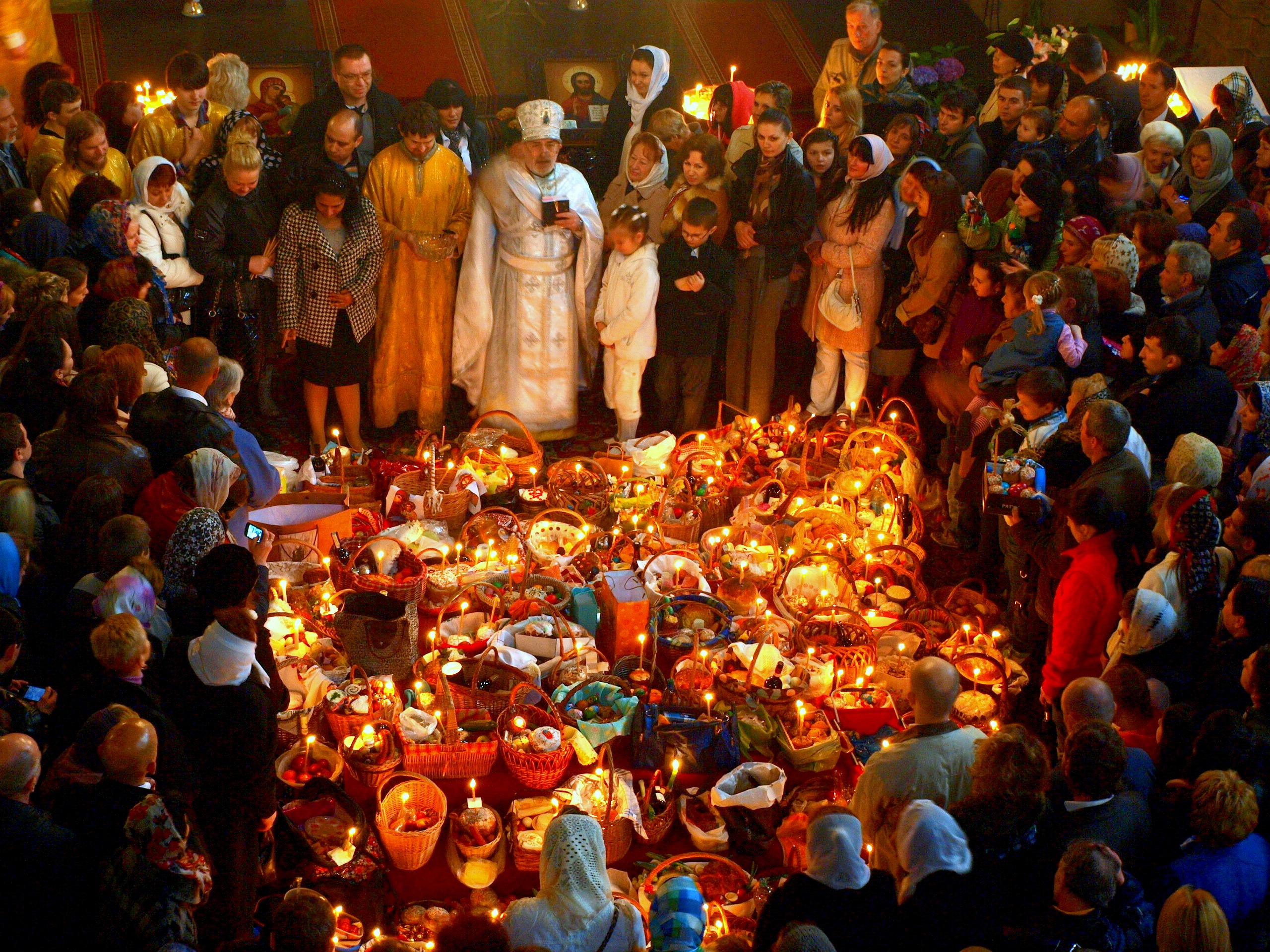
Svátek svěcení pokrmů v pravoslavném chrámu sv. Cyrila a Metoděje v Praze

Nejstarším svědectvím o slavení křesťanských Velikonoc (tehdy ovšem to byla pascha, v originále πάσχα) může být zmínka v listech apoštola Pavla (kolem roku 50). Nejstaršími mimobiblickými doklady jsou pak spory 2. století o datum slavení „Velikonoc“ a spis Peri Pascha Melitona ze Sard z 2. století. Slavení Velikonoc se tedy v církvi objevilo velmi brzy a již od počátku je významově provázáno s židovskou oslavou Pesachu, jejíž prvky dodnes v sobě nese.
Ježíšovo projití smrtí a vzkříšení křesťané chápou jako naplnění starozákonního obrazu přejití Izraelitů Rudým mořem při odchodu z Egypta. Oslava Velikonoc tradičně trvá celých padesát dní (tzv. velikonoční doba), které vrcholí svátkem Seslání Ducha svatého – letnicemi. Velikonoce podle katolické tradice začínají vigilií neděle Vzkříšení (která završuje velikonoční triduum Zeleného čtvrtku, Velkého pátku a Bílé soboty). První týden Velikonoc se nazývá Velikonoční oktáv. 40. den Velikonoc je slavnost Nanebevstoupení, která připomíná Ježíšův výstup ze země do nebe a jeho oslavení u Otce.

## Symboly Velikonoc

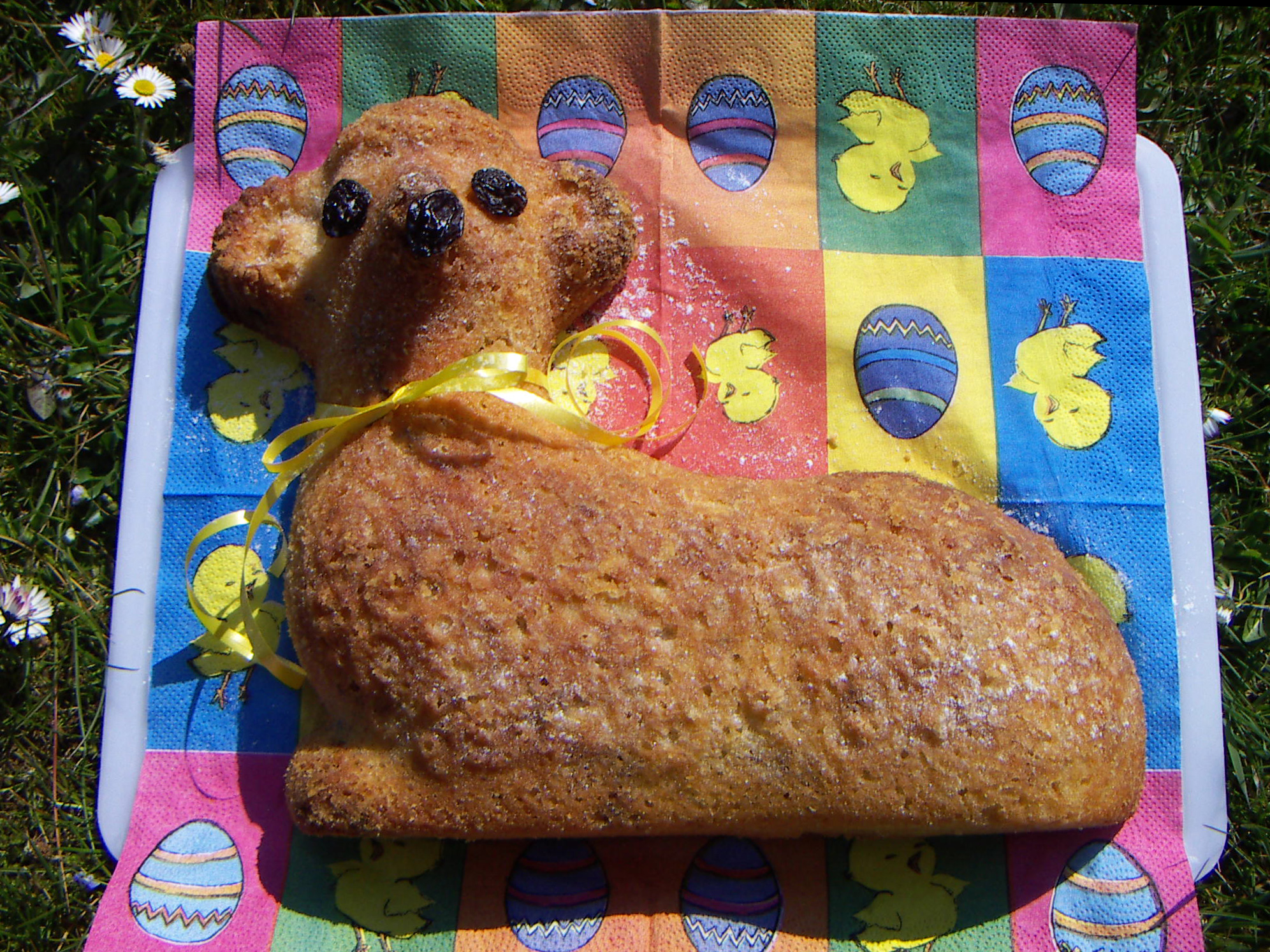
Velikonoční beránek

Beránek představuje v židovské tradici Izrael jako Boží stádo, které vede Hospodin. Zároveň Židé při pesachovovém svátku pojídají pesachového beránka jako připomínku svého vysvobození z Egypta. V křesťanství je beránek Boží jedním ze symbolů Ježíše Krista, neboť obrazně podle křesťanské víry on je beránek, obětovaný za spásu světa.
Kříž je nejdůležitějším z křesťanských symbolů, protože Kristus byl odsouzen k smrti ukřižováním. Tento trest patřil k trestům nejvíce krutým a ponižujícím. Tento symbol je ale mnohem starší. Ukřižování odpovídá zimnímu slunovratu, kdy Slunce vstupuje do souhvězdí Jižního kříže.
Bohoslužba velikonoční vigilie začíná zapálením velikonočního ohně, který symbolizuje vítězství Ježíše Krista nad temnotou a smrtí. Od tohoto ohně se pak zapaluje velikonoční svíce (paškál). Ta je v mnoha kulturách chápána jako znamení života. Takto zapálená svíce se v průběhu velikonoční bohoslužby noří do křestní vody, je ozdobena znamením kříže a symboly Α a Ω, tj. začátku a konce věků, jimiž je Kristus. Tato svíce se potom zapaluje po celou velikonoční dobu až do letnic a při každém křtu, aby se naznačilo, že křest patří k Velikonocům. Tato svíce se též rozžíhá při křesťanském pohřbu na znamení toho, že zemřelý stejně jako Kristus prošel branou smrti; a církev se za něj modlí, aby vstal k novému životu s Bohem. Pálení čarodějnic či Beltain je pohanskou obdobou (například Påskkärring) a například ve Finsku se koledníci převlékají za čarodějnice. Oheň zde symbolicky očišťuje od zlého ze zimního období.
Dalším z velikonočních symbolů je vajíčko, symbol nového života, neboť samo zárodek života obsahuje. V mnoha kulturách je vejce symbolem plodnosti, života a vzkříšení. Už ve starověkém Egyptě či Persii se na svátky jara barvila červeně vajíčka (červená jako symbol dělohy). Zdobení skořápek vajec však může sahat až do pravěku. V souvislostí s lidovou tradicí se zvyk tato vejce malovat udržuje i nadále (označení „kraslice“ je pak odvozeno od červené barvy). Důvodem pojídání vajec o Velikonocích byla zřejmě i skutečnost, že vejce se nesměla jíst v postní době jakožto lacticinie. V západním křesťanství se vejce vykládá jako symbol zavřeného hrobu, z něhož vstal Kristus, jako symbol nesmrtelnosti. Ve východním křesťanství se červené vykládá jako krev Krista. V jihozápadních Čechách se pro Velikonoce používá také pojmenování červené svátky.
Kočičky symbolizují palmové ratolesti, kterými vítali obyvatelé Jeruzaléma přicházejícího Krista. Tradičním křesťanským zvykem je jejich svěcení na Květnou neděli a používání popela z jejich spálení o Popeleční středě.
Ačkoli mnoho nenáboženských tradic má své kořeny v křesťanské symbolice, některé velikonoční symboly můžeme vystopovat až z předkřesťanské doby. Například zajíček má zřejmě původ v pohanských rituálech oslavující příchod jara, avšak např. v byzantské ikonografii představoval zajíc Krista. Symbolika zajíce pochází z tradice oslav svátku pohanské bohyně plodnosti Eostre. Z jejího jména je odvozeno slovo Easter, anglický název křesťanských Velikonoc. Podle legendy bohyně Eostre proměnila ptáčka, který umrzl ve vánici, v zajíce. On pak z vděčnosti každé jaro kladl vejce jako pták.
Křen symbolizuje hřebíky či hořkost utrpení Krista. Zvyk pojídat křen o Velikonocích se udržuje především v Polsku, Rakousku a Slovinsku. Odpovídá židovské tradici, kdy o pesachu se pojídá jako hořká bylina (maror symbolizující utrpení při Exodu) při Seder, kdy se také pojídá kost z beránka či bejca (vejce).
Mléko s medem symbolizuje dvojjedinost Krista. Ve formě tzv. jidáše symbolizuje provaz Jidáše Iškariotského. Mléko a strdí symbolizuje zaslíbenou zem z Exodu, což je přejato i do legendy o Praotci Čechovi. S beránčím Amonem byl ztotožňován i Zeus, který byl jako mladý krmen mlékem a medem. Dvojjediný Amon-Re má slzy, ze kterých se zrodili lidé a které symbolizují med nebo včely. Reova manželka Hathor (respektive Mut) je kraví bohyní mléka (symbolizuje Mléčnou dráhu).

## Velikonoční tradice (zvyky)

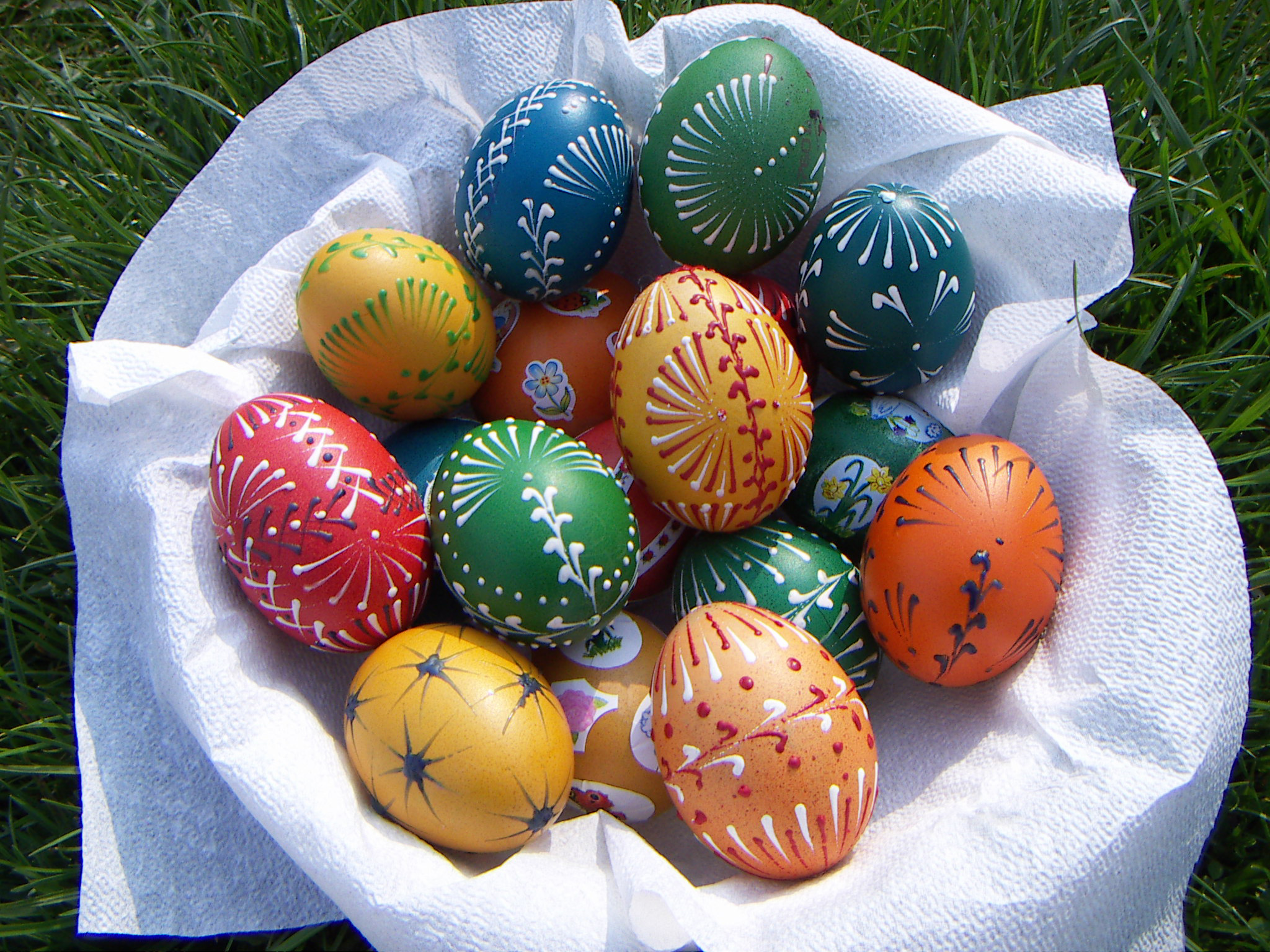
Velikonoční vajíčka malovaná barevným voskem z Jižních Čech

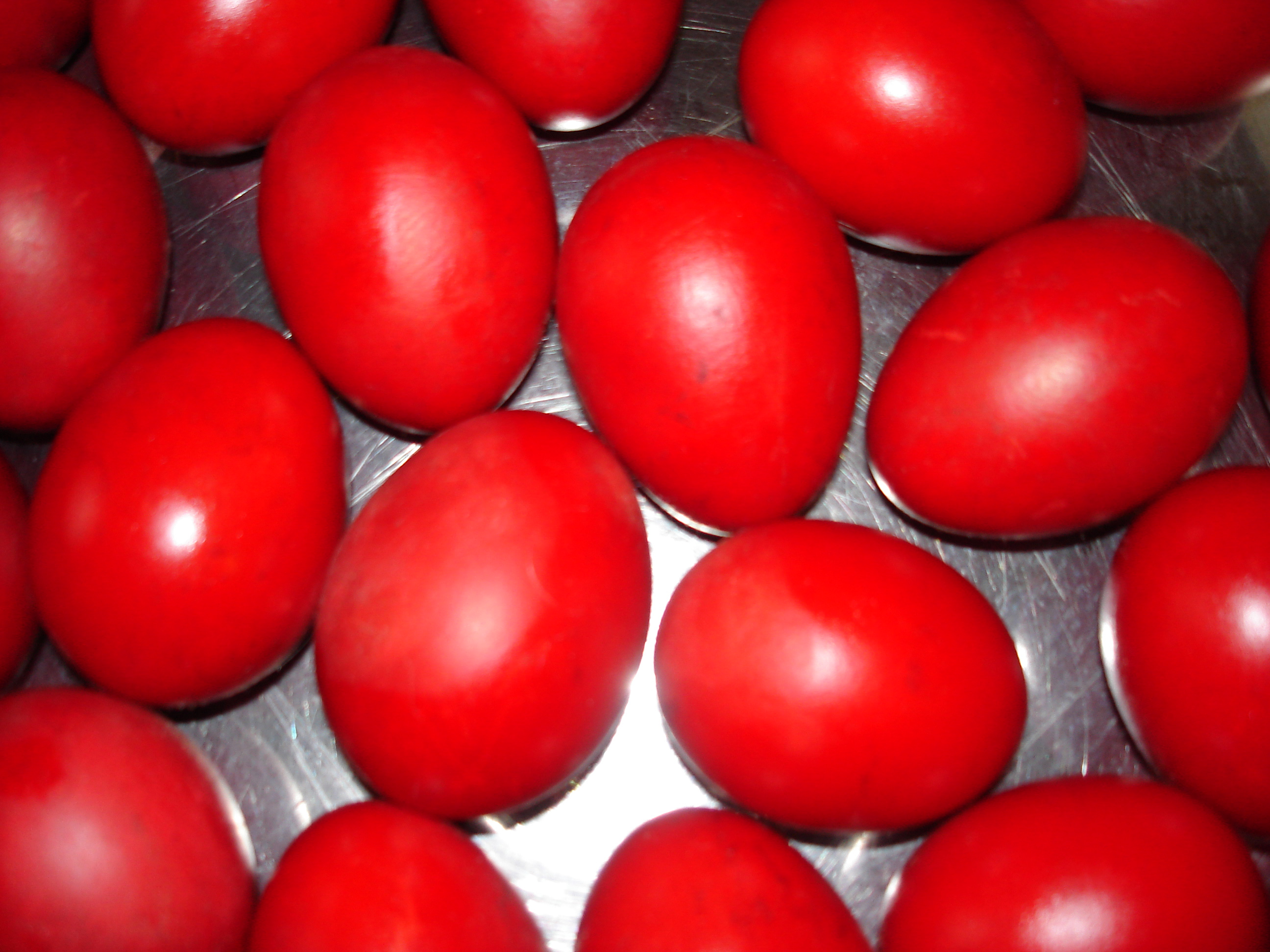
Ve východní tradici jsou vajíčka červená a symbolizují krev Krista

### Nenáboženské velikonoční tradice
Už od svátků jara, které jsou starší než Velikonoce, jsou časem oslav a veselí. Dnes jsou i komerčně důležité, protože se na ně váže mnoho zvyků, k jejichž uskutečnění je třeba vynaložit nějaké úsilí nebo jen tak zajít na nákup. Prodávají se například velikonoční pohledy, ozdoby nebo cukroví v podobě velikonočních vajíček, beránků nebo zajíčků.
Řehtání – od čtvrtka do soboty chodili po vsi chlapci školou povinní a nahrazovali zvony, které odletěly do Říma. Na Zelený čtvrtek se šlo po škole a navečer, na velký pátek ráno před školou, po škole a na večer a naposledy na bílou sobotu ráno. Chodili tak aby obešli celou vesnici a u každého křížku se modlili. Na Velký pátek v podvečer obešli ves dům od domu kde vykoledovali nějaké vajíčko, sladkost – sušené švestky, křížaly či drobné mince. Nejstarší z chlapců se nazýval kaprál. V některých oblastech měli slaměného Jidáše.
V Česku je prastarou tradicí hodování a pomlázka. Na Velikonoční pondělí ráno muži a chlapci chodí po domácnostech svých známých a šlehají ženy a dívky ručně vyrobenou pomlázkou z vrbového proutí. Pomlázka je spletena až z dvaceti čtyř proutků a je obvykle od půl do dvou metrů dlouhá a ozdobená pletenou rukojetí a barevnými stužkami. Podle tradice muži při hodování pronášejí koledy. Nejznámější velikonoční koledou je tato krátká říkanka: „Hody, hody doprovody, dejte vejce malovaný, nedáte-li malovaný, dejte aspoň bílý, slepička vám snese jiný…”
Jestli dojde dříve na pomlázku, nebo koledy, záleží na situaci. Ačkoli může být vyšlehání bolestivé, není cílem způsobovat příkoří. Spíše je pomlázka symbolem zájmu mužů o ženy. Nenavštívené dívky se mohou dokonce cítit uražené. Vyšupaná žena dává muži barevné vajíčko jako symbol jejích díků a prominutí. Pověst praví, že dívky mají být na Velikonoce vyšlehány, aby zůstaly celý rok zdravé a uchovaly si plodnost. V některých oblastech ženy mohou pomlázku oplatit odpoledne, kdy vylívají na muže a chlapce kbelíky studené vody. Zvyk se napříč českými zeměmi mírně mění.
Jiný výklad pomlázky – odvozeno od pomlazení, tj. omlazení. Proto muži používají mladé proutí s největším podílem „životní síly“, kterou jakoby předávají vyšlehané osobě. Z téhož důvodu ženy dávají jako odměnu za omlazení vajíčko, prastarý symbol nového života. Jinak v Čechách, na rozdíl od Moravy, nejsou tradicí hody, ale koleda (hody jsou spíše pomístní název), přičemž koleda probíhala v průběhu roku vícekrát, ne jen v období Velikonoc a jejím původním smyslem byla ochrana před špatnými vlivy a posílení těch dobrých. Za toto byli koledníci odměňováni. V průběhu doby se původní smysl vytrácel a vlastně se stala „lepší“ formou žebroty chudší části obyvatelstva.
Při pomlázce a hodování muži zpívají či recitují písně (koledy), např.:
- "Hody hody doprovody, dejte vejce malovaný, nedáte-li malovaný, dejte aspoň bílý, slepička vám snese jiný."
- "Kázal kadlec i kadlička, aby daly tři vajíčka, jedno modrý a dvě rudý, kuřice vám snesou jiný."
- "Na zeleném proutku, u nás doma v koutku, vajíčko se protáčí, moje milá otáčí."

Dále se chodí hrkat na hrkače a řechtačky, dříve se věřilo v odhánění zlých duchů a sil zjara od dědin a vesnic, po christianizaci, aby "odlétly zvony do Říma".

### Náboženské velikonoční tradice
Kromě velmi podstatné návštěvy bohoslužeb během velikonočního tridua můžeme mezi náboženské tradice zařadit velikonoční pozdrav, zvyk pocházející především z východních církví, který se rozšířil i mezi římské katolíky a protestanty. Zvyk spočívá v tom, že se křesťané o slavnosti Zmrtvýchvstání Páně zdraví místo běžného pozdravu: „Kristus vstal z mrtvých!“ Odpovědí pak je: „Opravdu vstal z mrtvých!“

### Velikonoční zvyklosti vzahraničí
Ve Spojených státech jsou velikonoční svátky náboženským svátkem, takže mnoho amerických rodin mimo návštěvy kostela se schází kolem zdobení velikonočních vajíček v sobotu večer a jejich „lovu“ v neděli ráno. Podle dětských pohádek byla vajíčka během noci přinesena Velikonočním zajíčkem a poschovávaná po domě a zahradě, aby počkala na děti, až se probudí. Po lovu pak začíná „Easter Egg Roll“, při které děti současně koulejí vajíčko z kopce a doufají, že jejich vajíčko vyhraje závod.

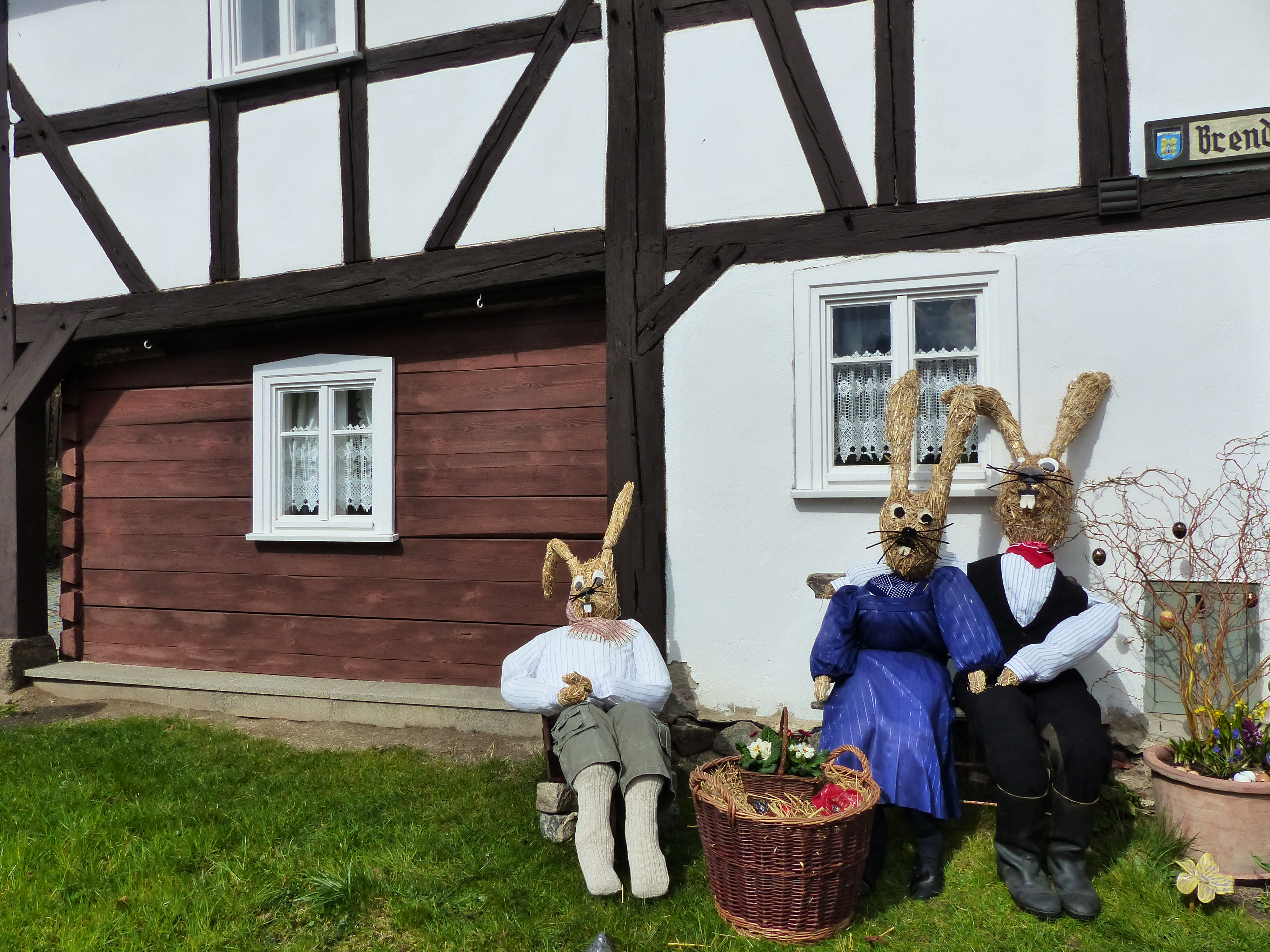
Velikonoční zajíčci před hrázděným domem v městečku Ostritz na sasko-polské hranici

V Anglii tradičně ženy přivazují muže k židlím a za propuštění požadují peníze.[zdroj?]
V Norsku je, kromě lyžování v horách a malování vajíček, tradicí řešení vražd. Všechny velké televizní stanice vysílají kriminální a detektivní příběhy, jako je například Hercule Poirot nebo další příběhy od Agathy Christie. Také noviny otiskují články, ze kterých mohou čtenáři zkusit odvodit, kdo je pachatelem. Samozřejmě také vychází mnoho knih. Dokonce i krabice od mléka bývají potištěny příběhy s vraždami.
Ukrajinským velikonočním pokrmem je sladký chléb pascha. Stejně jako jinde i zde se vnímá vajíčko jako základní symbol Velikonoc, dochází přitom k tradičnímu soutěžení, kdy osoby vezmou uvařená vejce a otloukají jejich konce o sebe. Až poté se může vejce sníst.
Italské Velikonoce si stále zachovávají silný křesťanský charakter, během svatého týdne se po celé zemi koná mnoho náboženských obřadů. Děti dostávají jedno velké čokoládové vejce, které v sobě ukrývá překvapení, nejčastěji malou hračku. Tradičním velikonočním pokrmem je colomba, jakási obdoba českého mazance ve tvaru holubice. Pasquetta neboli Velikonoční pondělí je tradičně spojeno s piknikem do přírody.